# Hydnocarpus heterophylla
Hydnocarpus heterophylla är en tvåhjärtbladig växtart. Hydnocarpus heterophylla ingår i släktet Hydnocarpus och familjen Achariaceae.

## Underarter
Arten delas in i följande underarter:
- H. h. heterophylla
- H. h. philippinensis